# Jean Evrard Kouassi
Jean Evrard Kouassi (N'Damien, 25 de septiembre de 1994) es un futbolista marfileño que juega de delantero en el Umm-Salal S. C. de la Liga de fútbol de Catar.

## Trayectoria
En enero de 2013 llegó a Europa para jugar en el H. N. K. Hajduk Split. En sus primeros meses en el equipo ganó la Copa de Croacia y entró en la historia de la Primera Liga de Croacia al ser el autor del gol 4000 en la competición desde su creación. Después de dos años en el club se marchó a China, donde jugó para el Shanghái SIPG y el Wuhan Zall.
El 10 de diciembre de 2021 Trabzonspor anunció su fichaje para los siguientes tres años y medio. En lo que quedaba de temporada ayudó al equipo a ganar la Superliga de Turquía por primera vez en 38 años, mientras que al inicio de la siguiente fue cedido al Fatih Karagümrük S. K. La cesión se canceló en enero y quedó libre tras rescindir su contrato. Entonces volvió a China después de firmar por el Zhejiang Professional F. C. Esta segunda etapa en el país finalizó en julio de 2025, cuando se marchó a Catar para jugar en el Umm-Salal S. C.

## Selección nacional
Fue internacional en categoría sub-17 con Costa de Marfil, participando en el Mundial de 2011. Para debutar con la selección absoluta tuvo que esperar diez años, haciéndolo el 30 de marzo de 2021 en un encuentro de clasificación para la Copa Africana de Naciones de 2021 ante Etiopía en el que también anotó su primer gol. Meses después fue convocado para disputar la fase final del torneo.

### Participaciones en Copas del Mundo
| Mundial                  | Sede   | Resultado        | Partidos | Goles |
| ------------------------ | ------ | ---------------- | -------- | ----- |
| Copa Mundial sub-17 2011 | México | Octavos de final | 4        | 0     |

### Participaciones en Copa Africana de Naciones
| Copa                           | Sede    | Resultado        | Partidos | Goles |
| ------------------------------ | ------- | ---------------- | -------- | ----- |
| Copa Africana de Naciones 2021 | Camerún | Octavos de final | 1        | 0     |

## Clubes
| Club                            | País    | Año       |
| ------------------------------- | ------- | --------- |
| H. N. K. Hajduk Split           | Croacia | 2013-2015 |
| Shanghái SIPG                   | China   | 2015-2016 |
| Wuhan F. C.                     | China   | 2017-2021 |
| Trabzonspor                     | Turquía | 2022-2023 |
| Fatih Karagümrük S. K. (cedido) | Turquía | 2022-2023 |
| Zhejiang Professional F. C.     | China   | 2023-2025 |
| Umm-Salal S. C.                 | Catar   | 2025-     |

## Palmarés

### Títulos nacionales
| Título               | Club                  | País    | Año  |
| -------------------- | --------------------- | ------- | ---- |
| Copa de Croacia      | H. N. K. Hajduk Split | Croacia | 2013 |
| Superliga de Turquía | Trabzonspor           | Turquía | 2022 |
| Supercopa de Turquía | Trabzonspor           | Turquía | 2022 |